# Arabische wolf
De Arabische wolf (Canis lupus arabs) is een ondersoort van de grijze wolf.

## Beschrijving
De Arabische wolf is met een gemiddeld gewicht van 18 tot 20 kg en een schofthoogte van zo'n 66 cm de lichtste en kleinste ondersoort der wolven. Het dier heeft een korte, dunne en meestal lichtbruine vacht. Ook heeft de Arabische wolf verhoudingsgewijs grote oren, teneinde overtollige warmte beter af te kunnen voeren. Voor zijn voedsel is het dier niet kieskeurig: de Arabische wolf eet afval, aas en veldvruchten, maar als hij daartoe kans ziet bejaagt hij ook gazellen, hazen, steenbokken en huisdieren.
Het dier geldt als sterk bedreigd. Ooit kwam het voor op het gehele Arabisch schiereiland, maar de Arabische wolf wordt nu alleen nog aangetroffen in kleine, geïsoleerde gebieden in het zuiden van Israël, het westen en zuiden van Irak, Oman, Jemen, Jordanië en Saoedi-Arabië.